# Projekt Mercury
Projekt Mercury (angleško Project Mercury) je bil prvi program vesoljskih odprav s človeško posadko Združenih držav Amerike, med letoma 1959 in 1963, katerega glavni cilj je bil izvesti orbitalni vesoljski polet s človeško posadko in ga varno vrniti na Zemljo. Dodaten cilj je bil raziskati sposobnost delovanja človeka v vesolju. Program je dobil ime po rimskemu božanstvu Merkurju, ki simbolizira hitrost.
Za zgodnjo fazo načrtovanja je bil odgovoren Nacionalni svetovalni odbor za aeronavtiko (NACA), ki ga je leta 1958, leto po uspešni izstrelitvi sovjetskega umetnega satelita Sputnik 1 nadomestila civilna agencija NASA. Skupno so Združene države Amerike v sklopu programa opravile 20 preskusnih izstrelitev brez človeške posadke (v štirih so sodelovali živalski poskusni subjekti), tem sta sledili dve podorbitalni odpravi z astronavtom na krovu, njima pa še štiri orbitalne. 
Za prve testne in podorbitalne polete projekta Mercury so bili uporabljeni predelani balistični izstrelki Redstone, ki so bili izpeljani iz nemškega V-2. Za orbitalne polete je bila potrebna močnejša raketa nosilka Atlas D.
V sklopu programa je 5. maja 1961 v vesolje poletel prvi Američan, astronavt Alan Shepard (odprava Mercury-Redstone 3), tri tedne po prvi sovjetski vesoljski odpravi s človeško posadko, ko je Jurij Gagarin postal prvi človek v vesolju. Glavni cilj programa je izpolnila odprava Mercury-Atlas 6 20. februarja 1962, med katero je John Glenn trikrat obkrožil Zemljo in varno pristal v oceanu blizu mesta izstrelitve.
Projekt Mercury je postavil temelje za kasnejši projekt Gemini in program Apollo.

## Vesoljsko vozilo programa Mercury
Vesoljsko vozilo programa Mercury je bilo sestavljeno iz vesoljske kapsule s prostorom za enega astronavta in reševalnega stolpa s tremi trdogorivnimi raketnimi motorji, ki bi v primeru težav z raketo nosilko ob vzletu lahko potegnil kapsulo na varno razdaljo od rakete. Kapsula je bila namenjena pristanku na vodi.
Vesoljska kapsula je bila v obliki stožca, s podaljšanim zgornjim delom. Dolžina kapsule je bila 3,3 m, skupaj z reševalnim stolpom 7,9 m, na spodnjem delu premera 1,8 m, notranji volumen pa je bil 2,8 m3, od tega je na prostor za posadko odpadlo 1,7 m3. Njena oblika je bila pogojena z aerodinamiko vstopa v atmosfero, saj se je pokazalo, da topa oblika kapsule odriva od sebe udarni val, ki je glavni vir toplote, nastale ob vstopu v atmosfero.
Ohišje kapsule je bilo izdelano iz zlitine niklja in kroma René 41, ki je sposobna prenesti visoke temperature. Spodnji del je bil prekrit s toplotnim ščitom, ki je bil sestavljen iz aluminijastega satovja in več plasti fiberglasa. Toplotni ščit je zaradi nastale toplote pri vstopu počasi odgoreval in s tem odvajal toploto. Zaradi zasnove kapsule je bil vstop v atmosfero balističnega tipa, kar pomeni, da po delovanju zaviralnih motorjev spreminjanje trajektorije poleta ni bilo več mogoče.
Na toplotni ščit je bil pritrjen blok s tremi zaviralnimi raketnimi motorji, in tremi raketnimi motorji, ki so skrbeli za oddaljitev kapsule od nosilne rakete. Zaviralne rakete so se vžgale zaporedno v razmaku 5 sekund, vsaka je gorela 10 sekund. Ta blok je odpadel pred vstopom v atmosfero. Za toplotnim ščitom se je nahajala posebna zračna blazina, ki se je spustila skupaj s toplotnim ščitom tik pred pristankom in s tem ublažila sunek ob dotiku površine.
V notranjosti kapsule je bil del pod tlakom, kjer je bil prostor za enega člana posadke. Ta je sedel v posebej oblikovanem sedežu, s hrbtom obrnjen proti toplotnemu ščitu. Za sedežem so se nahajali rezervoarji za kisik, gorivo za potisnike, ki so skrbeli za orientacijo kapsule po nagibu, višini in smeri in sistem za vzdrževanje temperature, čiščenje zraka ter odvod urina. Potisniki so omogočali le spreminjanje položaja kapsule, ne pa tudi spremembo orbite. 
Pred astronavtom je bila nadzorna plošča z instrumenti. Sredinski del je zavzemal vizir periskopa, ki je omogočal opazovanje in ročno (vizualno) orientacijo kapsule (podoben sistem je imel tudi sojetski Vostok). Astronavt je imel na voljo tudi krmilno palico za ročno krmiljenje, sicer pa je kapsulo lahko vodil tudi avtomatski sistem za stabilizacijo, ali pa komande z zemlje.
- Kapsula Mercury z reševalnim stolpom
- Krmilne osi kapsule - smer, nagib, višina
- Shematični prerez kapsule Mercury
- Nadzorna plošča
- Blok z zaviralnimi motorji
- Nadzorna plošča kapsule Mercury

Nad prostorom za posadko je bil zožani del, ki je vseboval senzor položaja kapsule, antene, stabilizacijsko padalo in dve zaviralni padali. Poleg tega je bila tu nameščena tudi loputa za obračanje kapsule s toplotnim ščitom v smer poleta, če bi bila kapsula ob vstopu v atmosfero obrnjena z ožjim delom naprej. 

## Seznam poletov s človeško posadko
Odprave projekta Mercury so v vesolje ponesle šest astronavtov:
- Mercury-Redstone 3, 5. maj 1961. Podorbitalni polet, astronavt Alan Shepard.
- Mercury-Redstone 4, 21. julij 1961. Podorbitalni polet, astronavt Gus Grissom.
- Mercury-Atlas 6, 20. februar 1962. Orbitalni polet, astronavt John Glenn.
- Mercury-Atlas 7, 24. maj 1962. Orbitalni polet, astronavt Scott Carpenter.
- Mercury-Atlas 8, 3. oktober 1962. Orbitalni polet, astronavt Wally Schirra.
- Mercury-Atlas 9, 15. – 16. maj 1963. Večdnevni orbitalni polet, astronavt Leroy Gordon Cooper.

Zadnji načrtovana odprava programa, tridnevni polet Mercury-Atlas 10, je bila odpovedana, ker je imel astronavt Deke Slayton težave s srcem.